# 昙无成
昙无成，陕西咸阳人，南朝刘宋高僧。
昙无成13岁出家，到长安拜鸠摩罗什为师，之后受后秦姚兴的盛情供养。后因避难南行到淮南中寺，讲述《涅槃经》和《大品般若经》。经常与颜延之、何尚等人争论实相等问题。著有《实相论》、《明渐论》等。